# گیبسون، آرکانزاس
گیبسون (به انگلیسی: Gibson) یک منطقهٔ مسکونی در ایالات متحده آمریکا است که در شهرستان پلاسکی، آرکانزاس واقع شده‌است. گیبسون ۱۲٫۴۰ کیلومتر مربع مساحت و ۱۲۴ نفر جمعیت دارد و ۸۰ متر بالاتر از سطح دریا واقع شده‌است.